# Veselíčko (Luká)
Veselíčko je malá vesnice, část obce Luká v okrese Olomouc. Nachází se asi 2,5 km na severozápad od Luké. V roce 2009 zde bylo evidováno 22 adres. V roce 2001 zde trvale žilo 30 obyvatel.
Veselíčko je také název katastrálního území o rozloze 0,65 km2.

## Obyvatelstvo

### Struktura
Vývoj počtu obyvatel za celou obec i  za jeho jednotlivé části uvádí tabulka níže, ve které se zobrazuje i příslušnost jednotlivých částí k obci či následné odtržení. 
| Místní části   | Místní části   | 1869 | 1880 | 1890 | 1900 | 1910 | 1921 | 1930 | 1950 | 1961 | 1970 | 1980 | 1991 | 2001 | 2011 |
| -------------- | -------------- | ---- | ---- | ---- | ---- | ---- | ---- | ---- | ---- | ---- | ---- | ---- | ---- | ---- | ---- |
| Počet obyvatel | část Veselíčko | 148  | 127  | 142  | 159  | 128  | 140  | 125  | 58   | 70   | 62   | 52   | 43   | 30   | 32   |
| Počet domů     | část Veselíčko | 19   | 21   | 23   | 23   | 25   | 25   | 26   | 22   | -    | 18   | 21   | 24   | 24   | 25   |

## Fotogalerie

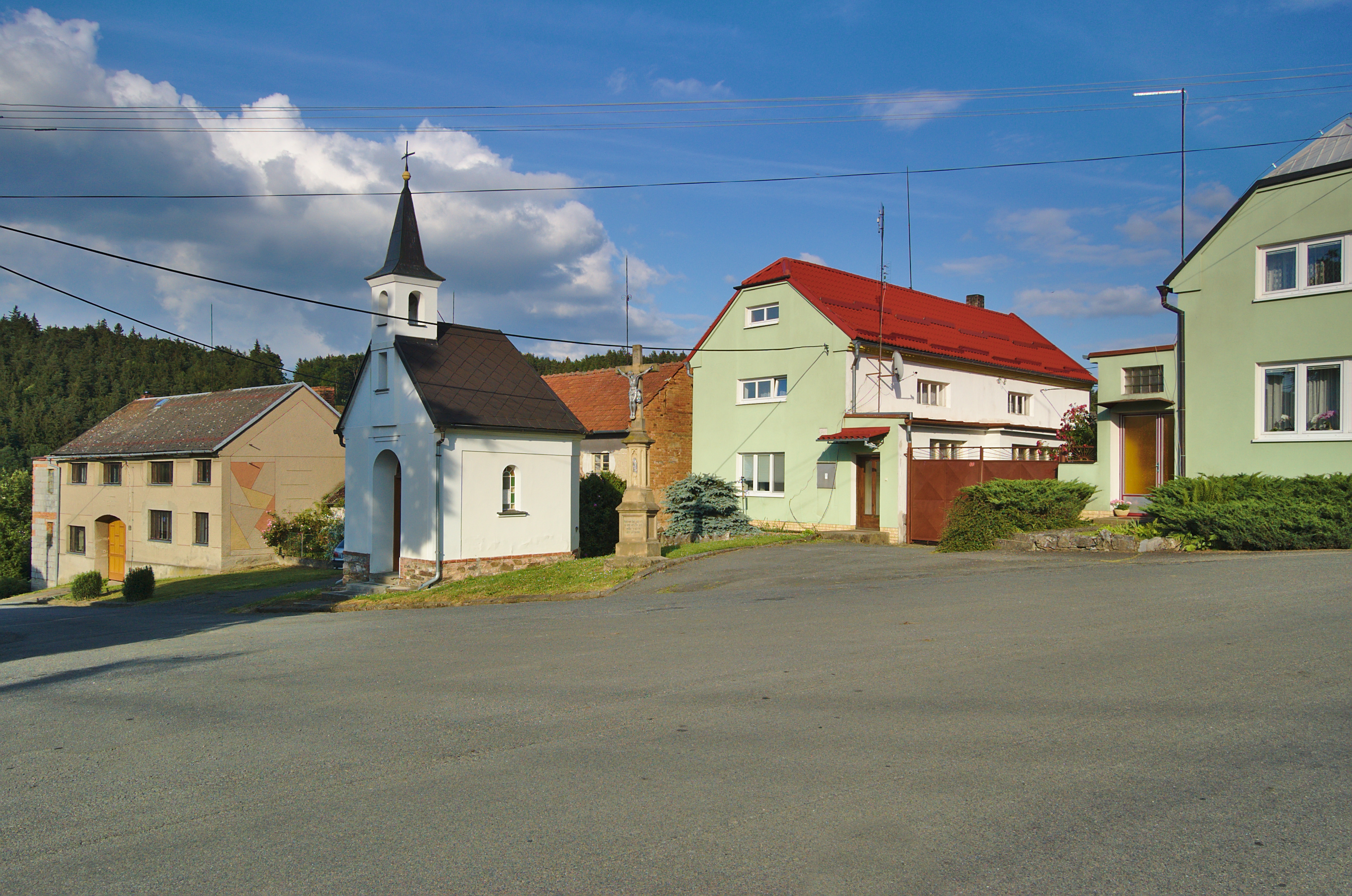
Náves
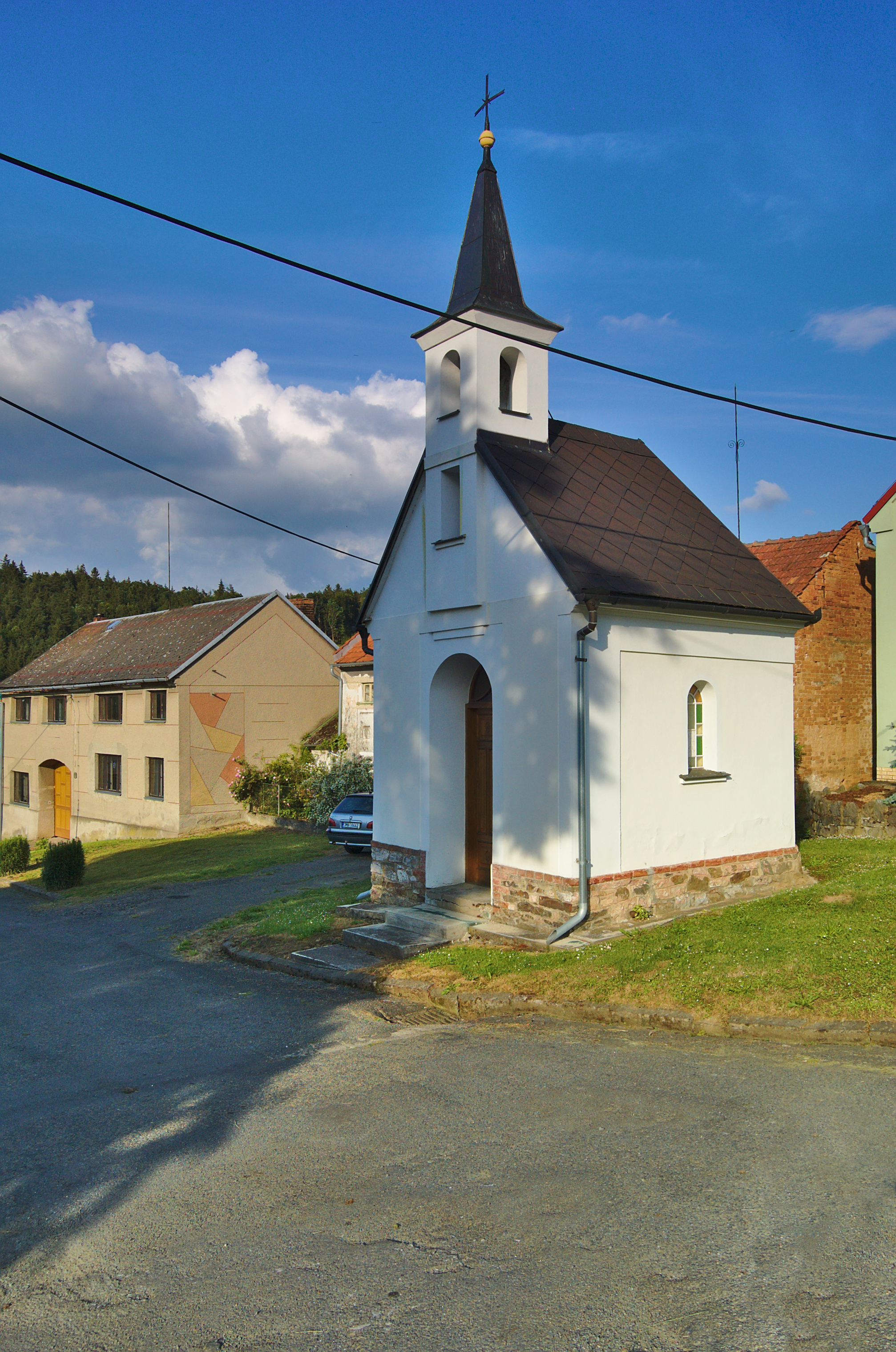
Kaple na návsi
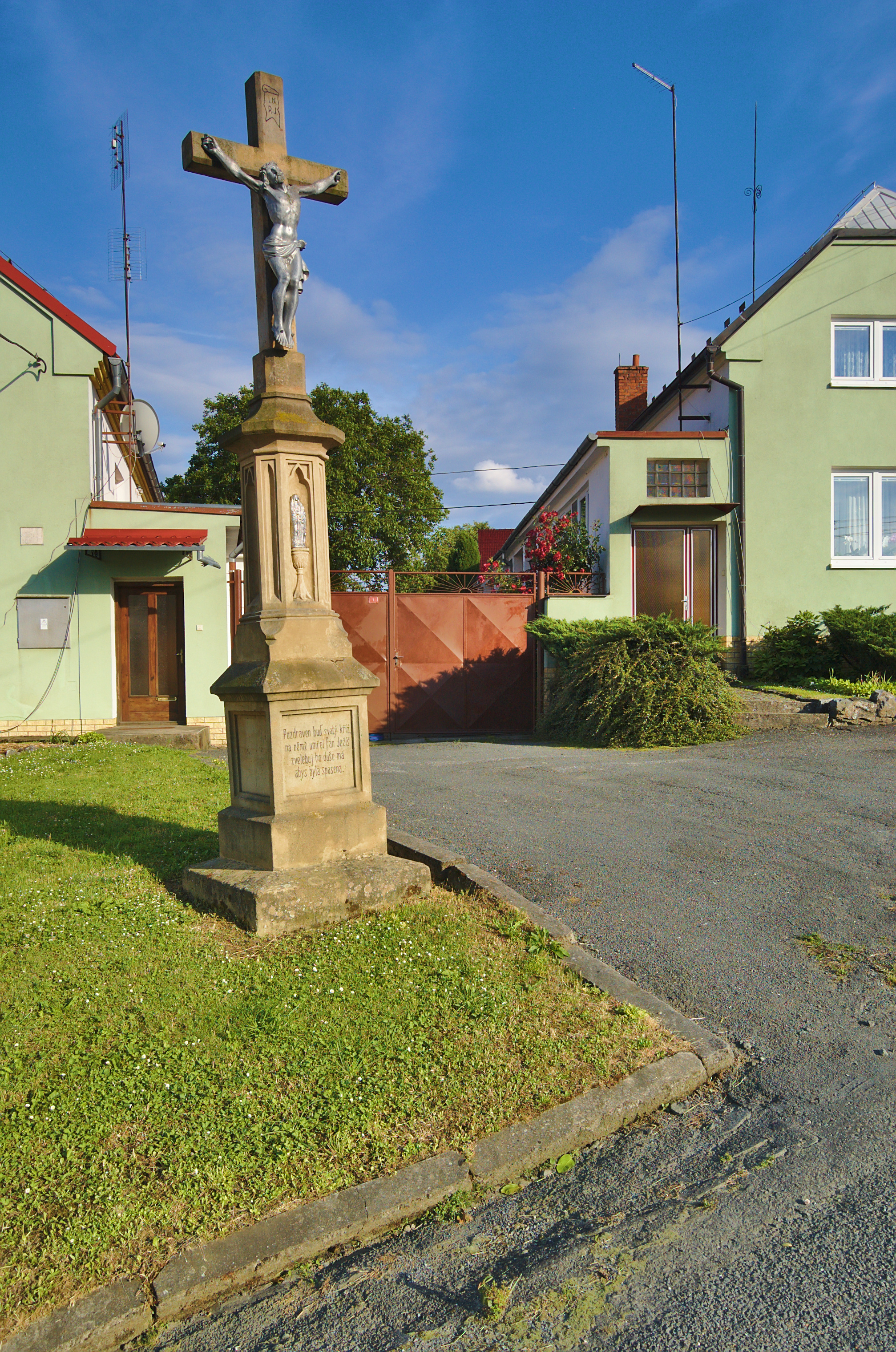
Kříž na návsi
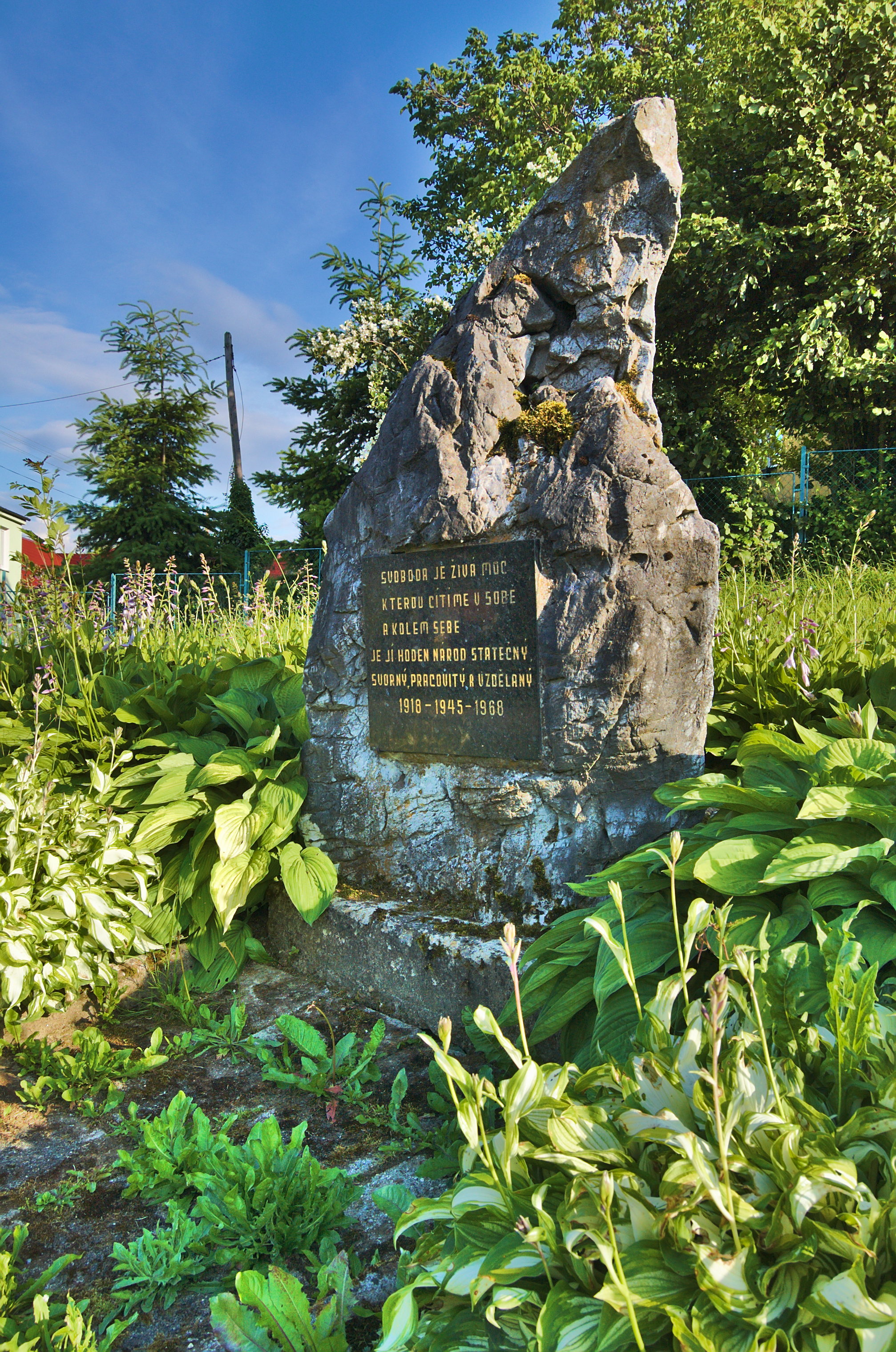
Pomník svobodě na návsi
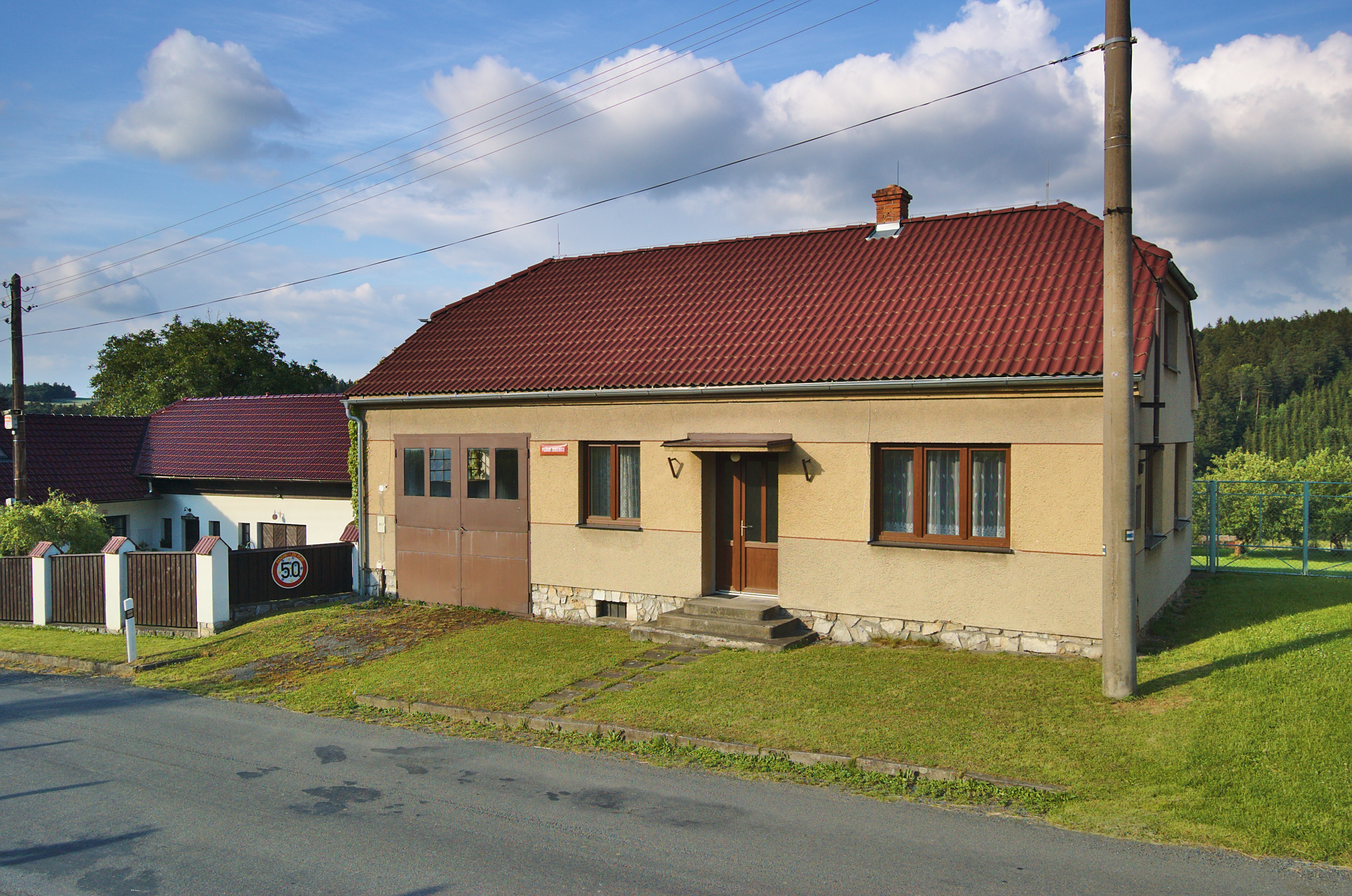
Hasičská zbrojnice
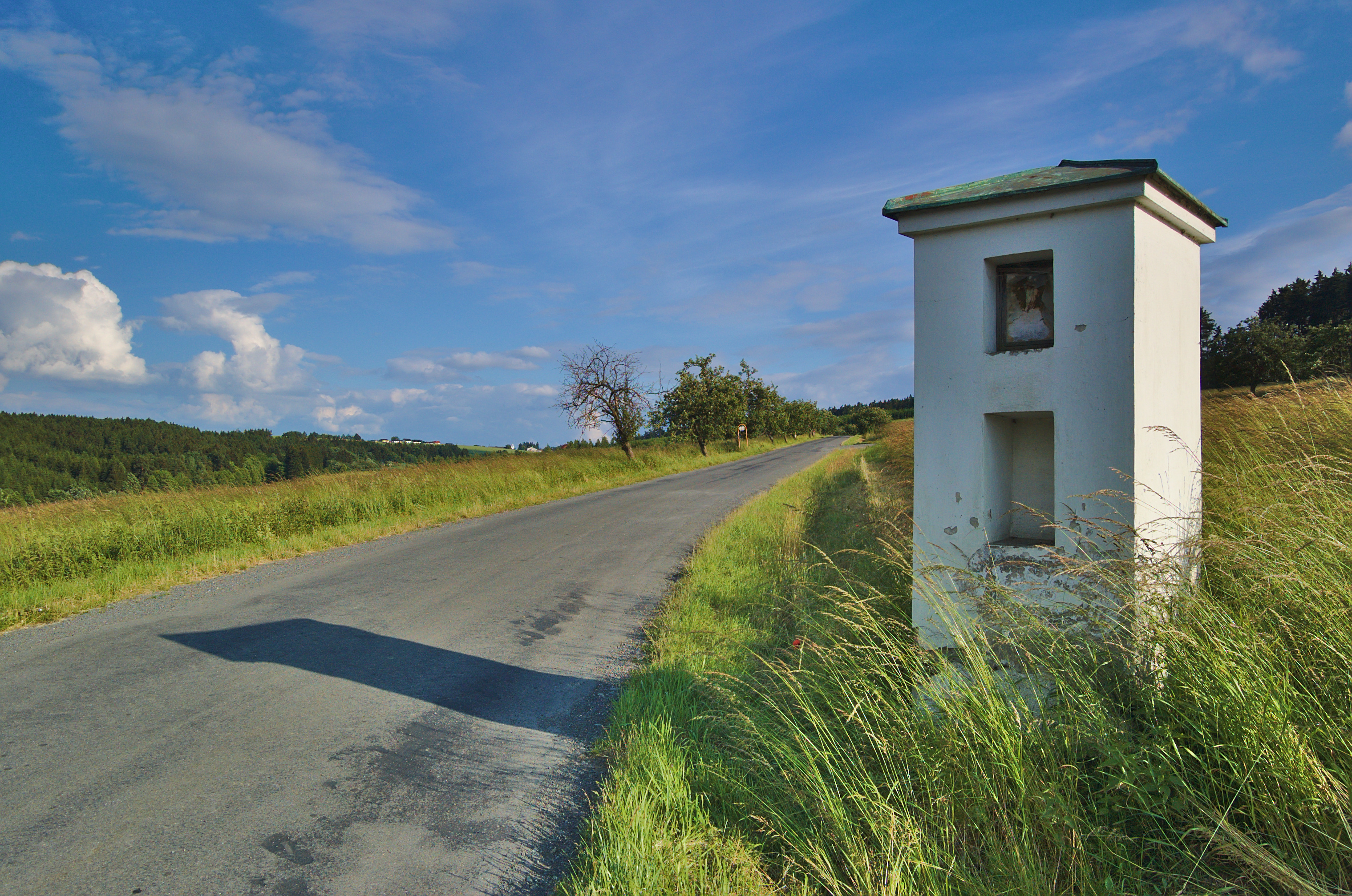
Boží muka u odbočky na Březinu před obcí
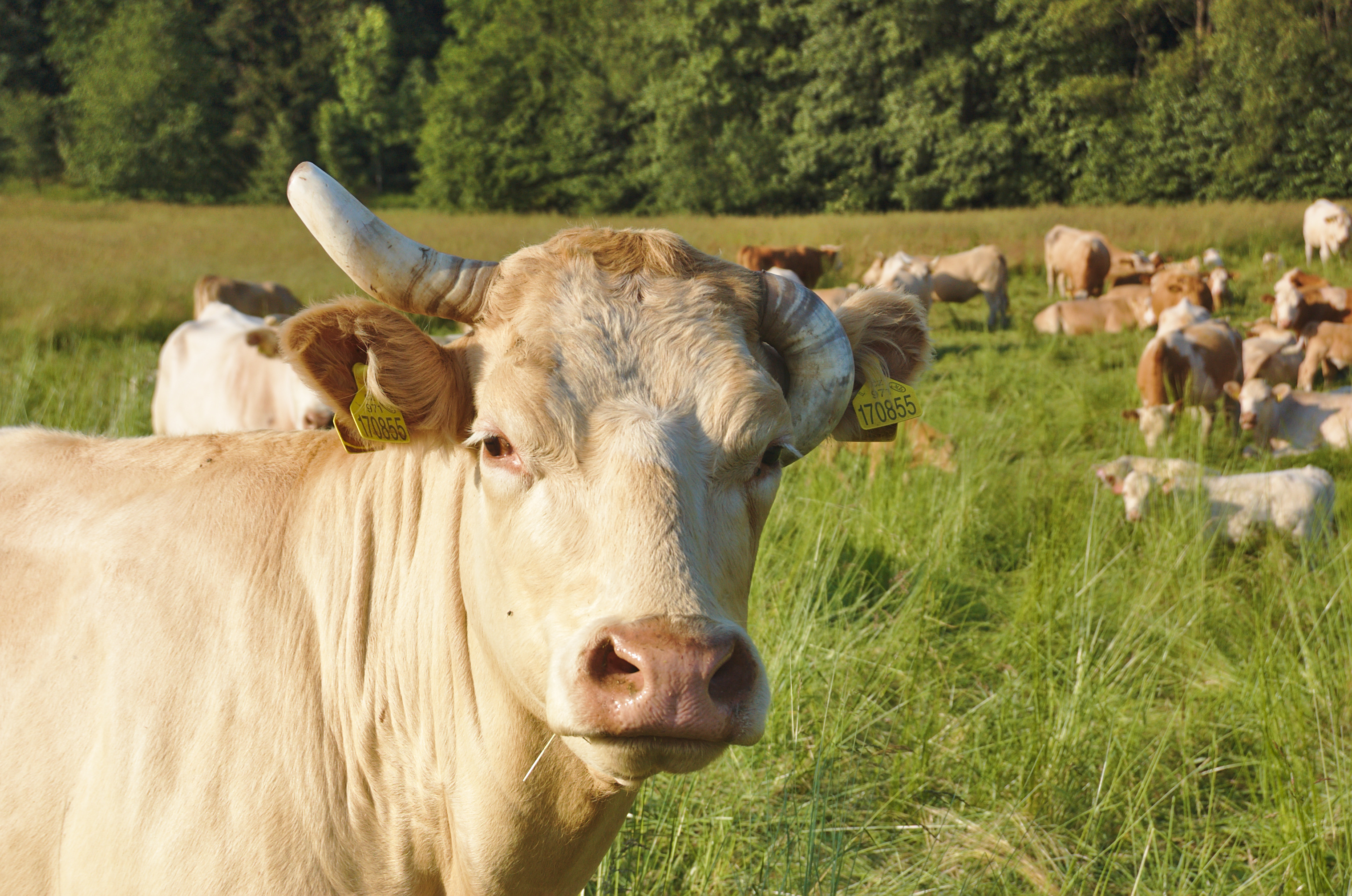
Kráva pasoucí se na louce poblíž obce